# 스타플
스타플(Starpl)은 2008년부터 시작한 대한민국의 소셜 네트워크 서비스이다. 이 서비스는 별을 테마로 한 가상의 세계에서 자신이 별을 배정받아 자신이 그 별을 꾸미고, 이 별을 통해서 다른 사람과 소통할 수 있는 특징을 가지고 있다. 현재는 서비스가 종료되었다.